# St. Joseph Island
St. Joseph Island – kanadyjska wyspa, w prowincji Ontario, położona we wschodniej części jeziora Huron, około 45 km na wschód od miasta Sault Ste. Marie. Jest drugą największą wyspą na jeziorze Huron (po Manitoulin) i siódmą największą na świecie wyspą położoną na jeziorze. Wyspa jest największym centrum produkcji syropu klonowego w prowincji Ontario. Jest połączona ze stałym lądem mostem otwartym w 1972 roku. Wyspa stanowi najdalej wysuniętą na zachód kanadyjską część kuesty Niagary. Nazwa wyspy została po raz pierwszy użyta na mapie z 1744 roku i prawdopodobnie została jej nadana przez misjonarzy jezuitów. W 1797 roku brytyjska armia zbudowała na południowo-zachodnim krańcu wyspy posterunek Fort St. Joseph, który w momencie budowy był najdalej wysuniętą na zachód bazą wojskową w Kanadzie. Większość populacji wyspy mieszka w dwóch miejscowościach: Hilton Beach oraz Richards Landing.